# Shō Endō
Shō Endō (jap. 遠藤 尚, Endō Shō; * 4. Juli 1990 in Inawashiro, Präfektur Fukushima) ist ein ehemaliger japanischer Freestyle-Skier. Er war auf die Buckelpisten-Disziplinen Moguls und Dual Moguls spezialisiert.

## Biografie
Endō begann 2005 an internationalen Freestyle-Wettbewerben teilzunehmen. Sein Debüt im Weltcup hatte er am 13. Dezember 2007 in Tignes. Die ersten Weltcuppunkte folgten am 26. Januar 2008 mit Platz 30 in Mont Gabriel. In der Folge konnte er sich im Mittelfeld etablieren. Bei den Olympischen Winterspielen 2010 in Vancouver belegte er den 7. Platz, gleichbedeutend mit dem bis zu diesem Zeitpunkt besten Ergebnis seiner Karriere. Im Dezember 2010 stieß er auch im Weltcup erstmals unter die besten zehn vor. Seine erste Podestplatzierung erzielt er am 9. März 2012 als Dritter des Moguls-Wettbewerbs in Åre.
In der Weltcupsaison 2012/13 war ein dritter Platz erneut Endōs bestes Ergebnis. Bei der Weltmeisterschaft 2013 in Voss verpasste er als Fünfter des Dual-Moguls-Wettbewerbs knapp eine Medaille. Im Winter 2013/14 stand er im Weltcup zwei weitere Male auf dem Podest. Bei den Olympischen Winterspielen 2014 in Sotschi erzielte er im Moguls-Wettbewerb den 15. Platz. Nach zwei Podestplätzen zu Beginn des Weltcups 2014/15 musste er die Saison im Januar 2015 verletzungsbedingt abbrechen. Im Weltcup 2015/16 gelang ihm nochmals eine Podestplatzierung, während er in der darauf folgenden Saison 2016/17 nicht über einen fünften Platz hinauskam. Im Jahr 2018 beendete er seine Karriere.

## Erfolge

### Olympische Spiele
- Vancouver 2010: 7. Moguls
- Sotschi 2014: 15. Moguls
- Pyeongchang 2018: 10. Moguls

### Weltmeisterschaften
- Deer Valley 2011: 21. Moguls, 28. Dual Moguls
- Voss 2013: 5. Dual Moguls, 12. Moguls
- Sierra Nevada 2017: 24. Dual Moguls, 28. Moguls

### Weltcup
Endō errang im Weltcup bisher 8 Podestplätze.
Weltcupwertungen:
| Saison  | Gesamt | Gesamt | Moguls | Moguls |
| Saison  | Platz  | Punkte | Platz  | Punkte |
| ------- | ------ | ------ | ------ | ------ |
| 2007/08 | 173.   | 2      | 47.    | 15     |
| 2008/09 | 108.   | 6      | 28.    | 58     |
| 2009/10 | 94.    | 7      | 33.    | 71     |
| 2010/11 | 62.    | 14     | 16.    | 158    |
| 2011/12 | 30.    | 25     | 8.     | 322    |
| 2012/13 | 31.    | 28     | 6.     | 332    |
| 2013/14 | 31.    | 28     | 7.     | 311    |
| 2014/15 | 57.    | 17     | 15.    | 156    |
| 2015/16 | 69.    | 19,00  | 14.    | 152    |
| 2016/17 | 96.    | 14,18  | 18.    | 156    |

### Weitere Erfolge
- 2 Podestplätze im Australian New Zealand Cup, davon 1 Sieg
- 1 japanischer Meistertitel (Moguls 2014)